# Ophiomyia aricensis
Ophiomyia aricensis är en tvåvingeart som beskrevs av Spencer 1982. Ophiomyia aricensis ingår i släktet Ophiomyia och familjen minerarflugor. Inga underarter finns listade i Catalogue of Life.